# Ursula Goetze
Ursula Goetze (Berlino, 29 marzo 1916 – Berlino, 5 agosto 1943) è stata un'antifascista tedesca, studentessa berlinese e combattente della resistenza in Germania contro il regime nazista. Nel maggio 1942 fu arrestata e condannata a morte. Morì decapitata con la ghigliottina.

## Biografia
Ursula Goetze nacque a Berlino nel 1916, terzogenita di una famiglia della classe media. Suo padre Otto gestiva un'azienda di carta da parati. In seguito, i suoi genitori Otto e Margarete Goetze rilevarono l'albergo Thüringer Hof a Berlino, dove, tra il 1922 e il 1933, Ursula frequentò la scuola. Ursula seguì con vivo interesse gli sviluppi politici dei primi anni trenta: aiutata dai compagni di scuola del suo stesso pensiero e dal fratello maggiore Eberhard, entrò in contatto con i Giovani Comunisti di Neukölln e nel 1932 partecipò nelle attività antinaziste; in questo periodo fu particolarmente stimolata dalle conseguenze sociali negative della Grande depressione.
I nazisti presero il potere nel gennaio 1933 e non persero tempo a convertire lo Stato tedesco in una dittatura monopartitica. L'attività politica di partito divenne illegale, se non a sostegno del partito nazista. A quel punto era già stata arrestata e brevemente detenuta dalla polizia per le attività di volantinaggio politico; dopo questo episodio divenne più attenta sulle sue attività politiche. Durante il 1933, e fino al marzo 1935, frequentò un istituto commerciale (Handelsschule) a Neukölln. Qui entrò in contatto con i gruppi antifascisti e iniziò a fornire assistenza ai cittadini ebrei perseguitati e alle famiglie degli altri oppositori imprigionati dal regime nazista. Ebbe modo di viaggiare in vacanza all'estero, in Cecoslovacchia, Francia, Austria e Italia, e ne approfittò per contrabbandare del "materiale di lettura antifascista" al rientro in Germania.

### Attivismo
Nel 1935 abbandonò la scuola e per alcuni anni lavorò come dattilografia e segretaria. Nel tempo la sua attività politica divenne più mirata e raccolse anche denaro per sostenere le vittime delle persecuzioni politiche. Nel 1937 visitò l'Esposizione Universale di Parigi, città la che in quegli anni fu la sede de facto del Partito Comunista Tedesco in esilio.
A Berlino entrò a far parte di una rete di oppositori al governo. Nel 1938 Goetze riprese a studiare frequentando i corsi serali dell'Heilsche Abendgymnasium, un istituto privato di Schöneberg, per prepararsi all'Abitur. Il suo obiettivo voleva essere quello di diventare un'insegnante che avrebbe creato una base per l'opposizione al regime nazista. Strinse un'amicizia particolarmente stretta con la compagna attivista Eva Knieper (Rittmeister); tra gli altri membri della loro cerchia vi erano il marito di Eva, John Rittmeister, Fritz Thiel e Friedrich Rehmer. Man mano che aumentava il numero di vittime delle persecuzioni razziali e politiche e degli esuli, Ursula scoprì di avere anche una serie crescente di contatti internazionali. Durante la tarda estate del 1939 si recò a Londra in visita a degli amici ebrei e qui entrò in contatto con i membri del partito laburista britannico. Ormai si era diffusa l'idea che la guerra fosse inevitabile, anche se il calendario preciso degli eventi non era ancora chiaro. Ursula non volle rimanere in Inghilterra e tornò in Germania per proseguire le sue attività contro il regime di Hitler.

## Guerra e resistenza
L'invasione tedesca della Polonia del settembre 1939 scatenò la guerra, portando così nuove sfide per gli oppositori del governo di Berlino. Ursula superò l'Abitur il 9 aprile 1940 si iscrisse all'Università di Berlino per studiare filologia inglese e francese alla Deutsche Hochschule für Politik. Fu in questo periodo che i suoi genitori presero in gestione l'albergo, lasciando l'appartamento di quattro stanze in cui avevano vissuto fino a quel momento con i figli. Ursula rimase nella vecchia casa di famiglia a Berlino, che nel frattempo stava diventando un punto di ritrovo dove si riuniva con gli amici per ascoltare i cosiddetti "programmi di propaganda radiofonica del nemico": questi programmi divennero la principale fonte di informazione e grazie alla sua conoscenza del francese riuscì anche a tradurre i volantini antifascisti.
Ursula entrò in contatto con gli attivisti della resistenza Harro Schulze-Boysen e Arvid Harnack. Il suo appartamento fu utilizzato per una serie di incontri segreti. Per la Gestapo, il suo coinvolgimento con il gruppo Schulze-Boysen/Harnack la rese un membro della cosiddetta Orchestra Rossa (Rote Kapelle). Un amico particolare fu Werner Krauss, un accademico costretto a trasferirsi da Marburgo a Berlino: i due condivisero la passione per le lingue straniere e cercarono, apparentemente senza molto successo, di creare dei gruppi di resistenza tra i lavoratori forzati francesi a Berlino.
Sfidando i loro colleghi attivisti più cauti, Fritz Thiele e Harro Schulze-Boysen, il 17 maggio 1942 Ursula e Werner intrapresero una "campagna di adesivi" rivolta contro una mostra di alto profilo che si teneva nel parco Lustgarten nel maggio/giugno 1942 e che portava l'ironico titolo "Il paradiso sovietico": facendo eco al titolo della mostra, i loro adesivi riportavano il messaggio "Mostra permanente - Il paradiso nazista - Guerra, fame, bugie, Gestapo - Per quanto tempo ancora?".
Non è chiaro quanto la Gestapo conoscesse delle attività di Ursula, ma se non era già successo prima, alla fine di agosto 1942 lei e Krauss furono identificati come membri dell'Orchestra Rossa. Fu arrestata a Küstrin il 15 ottobre 1942, mentre Krauss fu probabilmente arrestato solo nel novembre 1942. Entrambi affrontarono il processo in tribunale il 18 gennaio 1943 e furono poi condannati a morte. Durante la permanenza in carcere, negli ultimi mesi della sua vita, sviluppò forti sensi di colpa perché convinta di aver rivelato più del necessario e di aver così incriminato inutilmente Krauss, che aveva avuto forti dubbi sulla campagna degli adesivi. Per salvare l'amico, cercò di assumersi la piena responsabilità delle azioni, il che significò al tempo stesso contestare le dichiarazioni estorte a Fritz Thiel, già giustiziato, e che sotto tortura aveva fortemente coinvolto sia Ursula che Werner.
Il 14 settembre 1944, la condanna a morte di Krauss fu commutata in una pena detentiva di cinque anni; nella prima serata del 5 agosto 1943 Ursula fu una delle sedici persone giustiziate nella prigione di Plötzensee.